# Onze-Lieve-Vrouw en Sint-Rochuskerk (Boom)

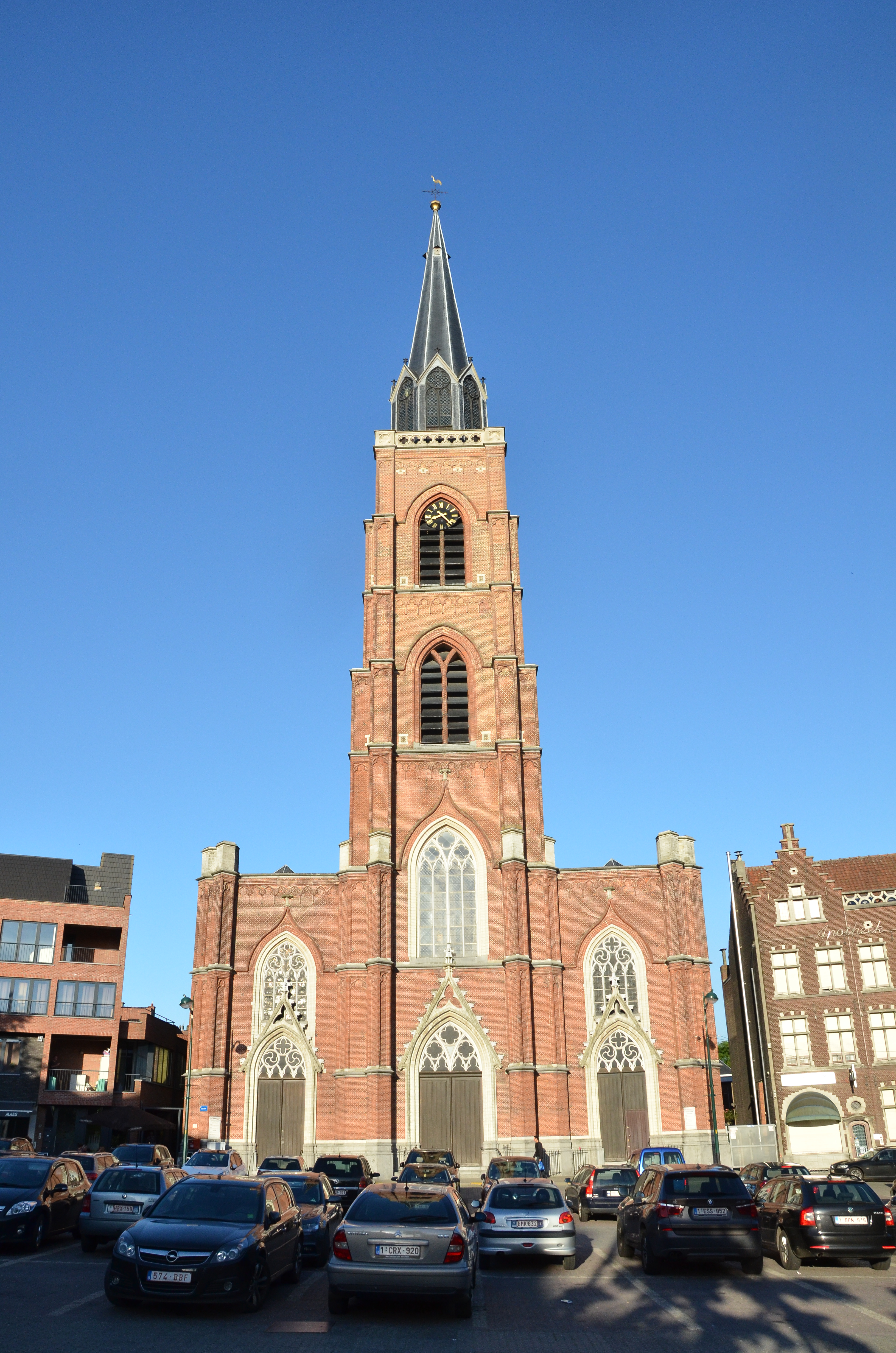
Onze-Lieve-Vrouw en Sint-Rochuskerk

De Onze-Lieve-Vrouw en Sint-Rochuskerk is een parochiekerk in de Belgische plaats Boom (provincie Antwerpen), gelegen aan de Grote Markt 1.

## Geschiedenis
Al in de 13e eeuw was Boom een zelfstandige parochie die afgesplitst was van die van Kontich. Het patronaatsrecht was in bezit van de Abdij van Lobbes.
In 1573-1577 vonden er gevechten plaats tussen Spaansgezinden en Staatsgezinden om het fort te Klein-Willebroek. Hierbij werd Boom vrijwel geheel verwoest en ook de baksteennijverheid liep grote schade op. In 1665 werd een nieuwe kerk gebouwd die midden op de huidige Grote Markt was gelegen. Van 1848-1850 werd een nieuwe kerk gebouwd op de plaats van het voormalig kasteel. Architect was François Drossaert. De oude kerk werd in 1850 gesloopt en de torenspits van de oude kerk werd in 1865 op de toren van de huidige kerk geplaatst.

## Gebouw
Het betreft een georiënteerde kruisbasiliek in neogotische stijl die gebouwd is in neogotische stijl. Als materiaal werd Boomse baksteen gebruikt.
De kerk heeft een ingebouwde westtoren welke vier geledingen heeft en getooid wordt met een lantaarn en een naaldspits.

## Interieur
Het interieur wordt overkluisd met een spitsbooggewelf.
De kerk bezit enkele schilderijen zoals De verering van Onze-Lieve-Vrouw van Boom met schenker door Peter Weleman (1616); Maria door de engelen gekroond door Jan van den Hoecke (2e kwart 17e eeuw); De vier blijde mysteries door Gummarus Dom (1787).
Verder vindt men er een gepolychromeerd en aangekleed beeld van Onze-Lieve-Vrouw van Boom door Peter Weleman (1616), en tal van 19e-eeuwse beelden.
Het kerkmeubilair is voornamelijk 19e-eeuws. Het orgel is van 1902 en werd vervaardigd door orgelbouwer Jos Stevens. Er zijn onderdelen van een ouder orgel uit begin 19e eeuw in verwerkt, mogelijk een Delhaye-orgel.